# Пиввату
Пи́ввату (ест. Põvvatu küla) — село в Естонії, у волості Луунья повіту Тартумаа.

## Населення
Чисельність населення на 31 грудня 2011 року становила 90 осіб.